# Obereopsis angolensis
Obereopsis angolensis là một loài bọ cánh cứng trong họ Cerambycidae.